# Кан-5
Кан-5 (фр.  Caen-5) — кантон во Франции, находится в регионе Нормандия, департамент Кальвадос. Входит в состав округа Кан.

## История
До 2015 года в состав кантона входила часть коммуны Эрувиль-Сен-Клер и он имел двойное название: кантон Эрувиль-Сен-Клер (Кан-5). В результате реформы 2015 года  состав кантона полностью изменился.

## Состав кантона с 22 марта 2015 года
В состав кантона входят коммуны (население по данным Национального института статистики за 2018 г.):
- Кан (16 269 чел., южные кварталы)
- Лувиньи (2 712 чел.)
- Сент-Андре-сюр-Орн (1 824 чел.)
- Флёри-сюр-Орн (4 954 чел.)
- Этервиль (1 615 чел.)

## Политика
На президентских выборах 2022 г. жители кантона отдали в 1-м туре Эмманюэлю Макрону 32,6 % голосов против 26,0 % у Жана-Люка Меланшона и 15,0 % у Марин Ле Пен; во 2-м туре в кантоне победил Макрон, получивший 72,7 % голосов. (2017 год. 1 тур: Эмманюэль Макрон – 28,7 %, Жан-Люк Меланшон – 23,1 %, Франсуа Фийон – 18,2 %, Марин Ле Пен – 12,8 %; 2 тур: Макрон – 79,0 %. 2012 год. 1 тур: Франсуа Олланд — 35,0 %, Николя Саркози — 23,8 %, Марин Ле Пен — 6,4 %; 2 тур: Олланд — 61,4 %).
С 2021 года кантон в Совете департамента Кальвадос представляют корпоративный менеджер Александра Бельджуди (Alexandra Beldjoudi) (Зелёные) и адвокат, бывший член совета города Кан Эрик Вев (Éric Vève) (Социалистическая партия).
|                | Кандидаты                     | Партия               | Первый тур | Первый тур     | Второй тур | Второй тур |
| Кол-во голосов | Кандидаты                     | Партия               | % голосов  | Кол-во голосов | % голосов  |            |
| -------------- | ----------------------------- | -------------------- | ---------- | -------------- | ---------- | ---------- |
|                | Александра Бельджуди Эрик Вев | Левый блок — Зелёные | 2 963      | 54,55          | 3 093      | 55,20      |
|                | Габен Могар Эмиль Рошфор      | Республиканцы        | 2 469      | 45,45          | 2 510      | 44,80      |

|                | Кандидаты                        | Партия                  | Первый тур | Первый тур     | Второй тур | Второй тур |
| Кол-во голосов | Кандидаты                        | Партия                  | % голосов  | Кол-во голосов | % голосов  |            |
| -------------- | -------------------------------- | ----------------------- | ---------- | -------------- | ---------- | ---------- |
|                | Эрик Вев Жезабель Сюэ            | Социалистическая партия | 2 754      | 33,55          | 4 010      | 52,19      |
|                | Никола Жуаё Сильви Морен-Мушнот  | Правый блок             | 2 779      | 33,86          | 3 674      | 47,81      |
|                | Гаэтан Вьяр Мартин Лепети        | Национальный фронт      | 1 158      | 14,11          |            |            |
|                | Александра Бельджуди Жослин Паро | Европа Экология Зелёные | 829        | 10,10          |            |            |
|                | Беатрис Дюпон Кристиан Летелье   | Левый фронт             | 688        | 8,38           |            |            |